# Lobulia
Lobulia is een geslacht van hagedissen uit de familie skinken (Scincidae).

## Naam en indeling
De wetenschappelijke naam van de groep werd voor het eerst voorgesteld door Allen Eddy Greer in 1974. Er zijn zes soorten, waarvan er vier voor het eerst in 2005 zijn beschreven. In oudere literatuur worden deze soorten nog niet vermeld.

## Verspreiding en habitat
De verschillende soorten leven in delen van Azië en komen endemisch voor in Nieuw-Guinea.

## Beschermingsstatus
Door de internationale natuurbeschermingsorganisatie IUCN is aan vijf soorten een beschermingsstatus toegewezen. Vier hiervan worden beschouwd als 'veilig' (Least Concern of LC) en de soort Lobulia glacialis staat te boek als 'onzeker' (Data Deficient of DD).

## Soorten
Het geslacht omvat de volgende soorten, met de auteur, het verspreidingsgebied en het aantal meters boven zeeniveau waarop de soort is aangetroffen.
| Naam                | Auteur                        | Verspreidingsgebied                   |
| ------------------- | ----------------------------- | ------------------------------------- |
| Lobulia alpina      | Greer, Allison & Cogger, 2005 | Papoea-Nieuw-Guinea (2700 - 3000)     |
| Lobulia brongersmai | Zweifel, 1972                 | Nieuw-Guinea (<1340)                  |
| Lobulia elegans     | Boulenger, 1897               | Papoea-Nieuw-Guinea (1340 - 2440)     |
| Lobulia glacialis   | Greer, Allison & Cogger, 2005 | Indonesië (3920 (holotype))           |
| Lobulia stellaris   | Greer, Allison & Cogger, 2005 | Papoea-Nieuw-Guinea (3200 (holotype)) |
| Lobulia subalpina   | Greer, Allison & Cogger, 2005 | Papoea-Nieuw-Guinea (2350 - 3200)     |